# Cornelis van Poelenburgh

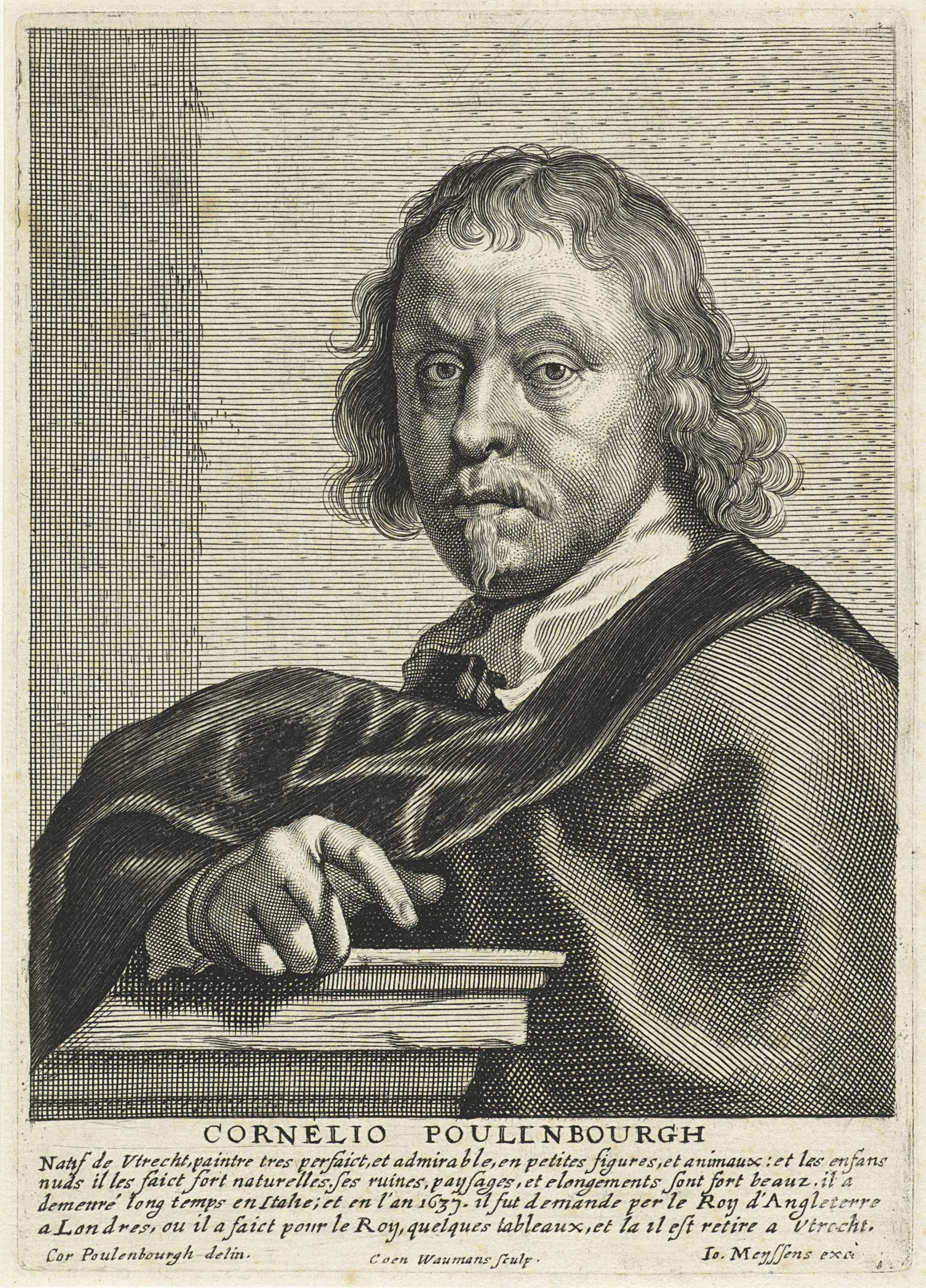
Porträtt av Cornelis van Poelenburgh (1649) av den flamländske gravören Coenraet Waumans efter Cornelis van Poelenburgh, Rijksmuseum, Amsterdam.

Cornelis van Poelenburgh eller Cornelis van Poelenburch, född omkring 1594 troligen i Utrecht i Nederländerna, död 12 augusti 1667 i Utrecht, var en nederländsk konstnär och tecknare.
Han var den ledande representanten för den första generationen av nederländska landskapsmålare som var aktiv i Rom i början av 1600-talet. År 1617 var han i Rom och 1627 var han åter i Holland. Han återvände senare till Utrecht, där han dog. Han var känd för målningar i litet format, som skildrar italienska landskap med små figurer och som hade bibliska eller mytologiska scener eller i samtida klädsel.

## Biografi
Cornelis van Poelenburghs födelseort är okänd. Ett undertecknat dokument finns kvar i Utrecht, där han finns antecknad som sex år gammal och som son till Simon van Poelenburch, en katolsk domkyrkopräst i Utrecht. Poelenburgh studerade troligen till en början hos den nederländske målaren Abraham Bloemaert, från omkring 1617 till 1625 i Rom samt i Florens i storhertigen av Toscanas tjänst. Abraham Bloemaert målade historiska och bibliska motiv och landskap. Bloemaert grundade Utrechtskolan, som var en grupp nederländska målare som verkade i Utrecht under första hälften av 1600-talet. Poelenburghs år i Rom var avgörande för hans utveckling. Han reste till Rom där han var influerad av den tyske konstnären Adam Elsheimer och grundade Bentvueghels, en förening av främst flamländska och holländska konstnärer som arbetade i Rom. I Rom kopierade han Adam Elsheimers italienska landskap, som vanligtvis målades på koppar. Förutom åren i Rom, tillbringade Poelenburgh således tid i Florens och arbetade för Storhertigdömet Toscana. Efter att ha återvänt från Italien blev han en av Utrechts ledande konstnärer, hedrad som Peter Paul Rubens guide under sitt besök i staden år 1627. Han var förmodligen kvar i Utrecht från och med den tiden.
Poelenburgh målade några historiska målningar, men hans berömmelse vilar på emaljsläta landskap, som ofta visar romantiska ruiner. Han var bland de första artisterna att måla italienskt solljus och atmosfär på ett övertygande sätt. Hans mycket detaljerade figurer var så beundrade att han anställdes för att måla dem i andra konstnärers verk. Poelenburghs karriär fick många anhängare som sträckte sig ända in på 1700-talet.
Bentvueghels (holländska för "Fåglar av en fjäder") var en förening av mestadels  holländska och  flamländska konstnärer som var verksamma i Rom från cirka 1620 till 1720 under Hollands guldålder och under den flamländska guldåldern. De är också kända som Schildersbent ("målarnas kotteri"). Som tidig medlem av schildersbent, klubben för Roms nederländska målare, fick han smeknamnet "Satyr". I Rom noterade en vän att Poelenburgh "övar sig för att måla sina figurer på samma sätt som Rafael". Förutom åren i Rom, tillbringade Poelenburgh tid i Florens och arbetade för storhertigen av Toscana. Som sina beskyddare kunde han inräkna några romerska kardinaler.
Hans tidigaste tecknade målningar är från 1620. Han verkade därefter från omkring 1627 i Utrecht, med undantag för resor till England. Han kallades till England av Karl I av England (engelska: Charles I of England), för vilken han gjorde små skåpstycken. Vid kungens inbjudan arbetade Poelenburgh i England från 1638 till 1641. Han återvände till Utrecht där han senare dog bara några år efter sin gamla lärare Abraham Bloemaert.
Hans "viktigaste och mest framgångsrika" elever var Daniel Vertangen, Dirck van der Lisse, François Verwilt och Jan van Haensbergen. Arnold Houbraken hävdade att hans bästa elev var Jan van der Lijs  från Breda (inte  Dirk vander Lis från Haag). Houbraken nämnde sedan Vertangen, Verwilt,  Warnard van Rysen från Bommel och Willem van Steenree, en brorson. Den tidigaste kända publikationen som noterar medlemmarna är boken av Arnold Houbraken, en konstnär och gravör som aldrig rest till Italien, men som använde Bentvueghels medlemslista som källa till sin bok, De Groote Schouburgh der Nederlantsche konstschilders en schilderessen, år 1718. När det är möjligt ger han smeknamnen en böjningsform av dem i sina biografiska skisser. En serie teckningar gjorda runt 1620 avbildar gruppens ursprungliga medlemmar. Bland dem som visas på ritningarna är Cornelis van Poelenburch, Bartholomeus Breenbergh, Dirck van Baburen, Paulus Bor, Cornelis Schut och Simon Ardé. Vid inträdet fick medlemmarna alias som ofta var klassiska gudar och hjältar, såsom Bacchus, Cupid, Hektor, Meleagros, Cephalus, Pyramus, Orpheus, etc. Ibland var aliaserna dock spirituella eller halvobscena i överensstämmelse med föreningens allmänna verksamhet. I den romerska mytologin var Ceres jordgudinnan, hon representerade grödorna och naturens växtkrafter och hade kopplingar till Tellus, Bacchus var rusets och vinets gud, Venus var kärlekens och den kvinnliga skönhetens gudinna och enligt myten är Venus född ur havets skum, samt Cupid (Cupido är latin för "begär"), eller Amor (latin för "kärlek"), var kärleksguden, han avbildades ofta i konsten som så kallade amoriner, till exempel "Ceres, Bacchus, Venus och Cupid" i konstmuseet i Lille, Palais des Beaux-Arts de Lille i Frankrike.

## Verk
Poelenburgh hade stor framgång som den förste holländske konstnär som nästan helt ägande sig åt det sydländska landskapet och den antika mytologin. Han målade mestadels små landskap med mytiska eller religiösa figurer eller ställen, i en stil som senare skulle framgå av några av verk av Claude Lorrain. Hans tidiga arbeten liknar i stilen Bartholomeus Breenberghs så tillvida att deras målningar ibland är svåra att skilja ut från andras.

## Representerad
Poelenburgh förekommer i flera europeiska museer samt i en hel del privata samlingar. På Nationalmuseum i Stockholm finns Klipplandskap med figurer, Hallwylska museet i Stockholm har tre verk och Statens Museum for Kunst i Köpenhamn har Gudaförsamling.

## Galleri

Musikalisk tävling mellan Apollo och Marsyas,  Hallwylska museet, Stockholm.
Gudinnan Kalypso räddar Odysseus, Hallwylska museet, Stockholm.
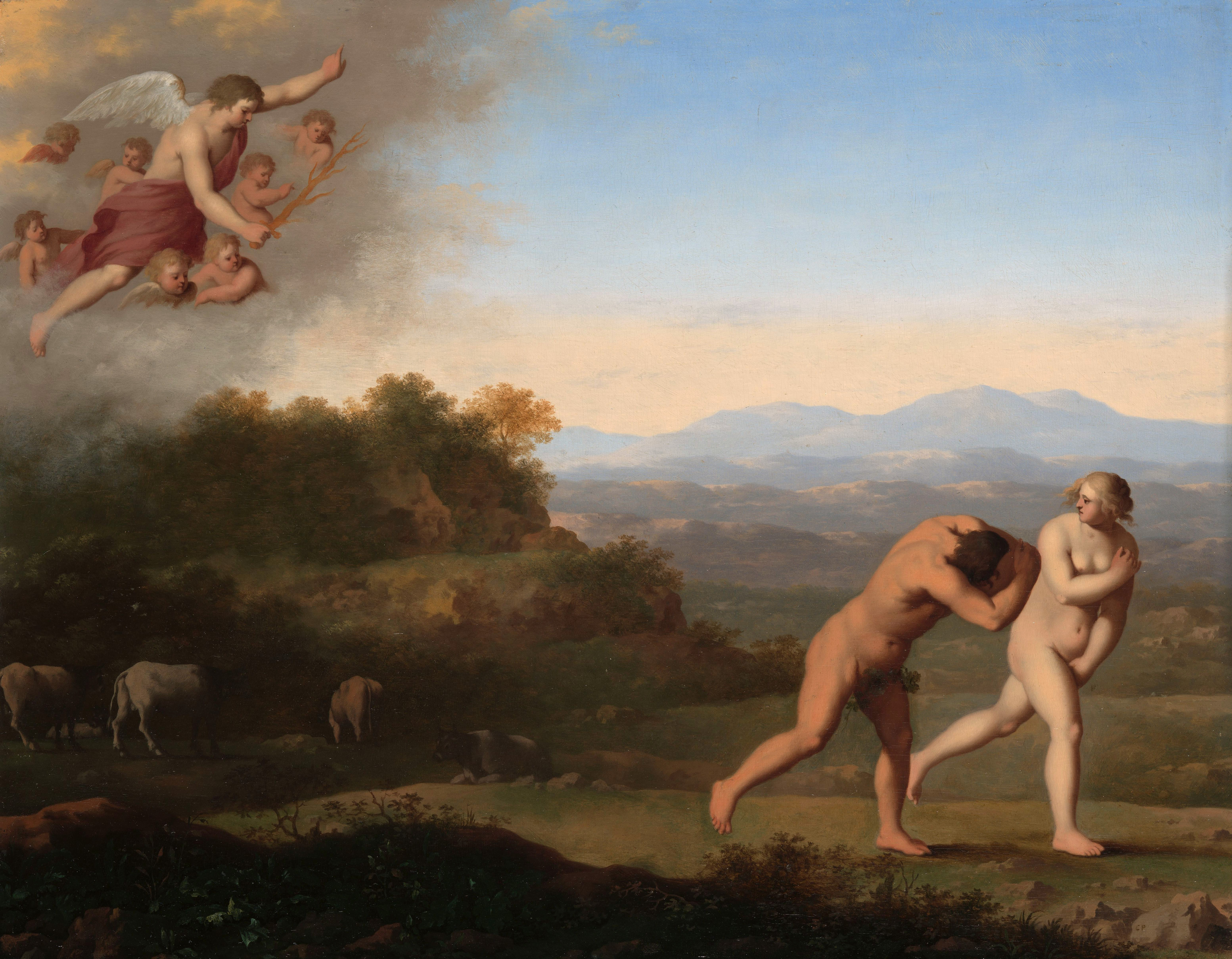
Utdrivandet (av Adam och Eva) ur Paradiset (Genesis 3:23-24) (omkring 1646-1667), Rijksmuseum, Amsterdam.
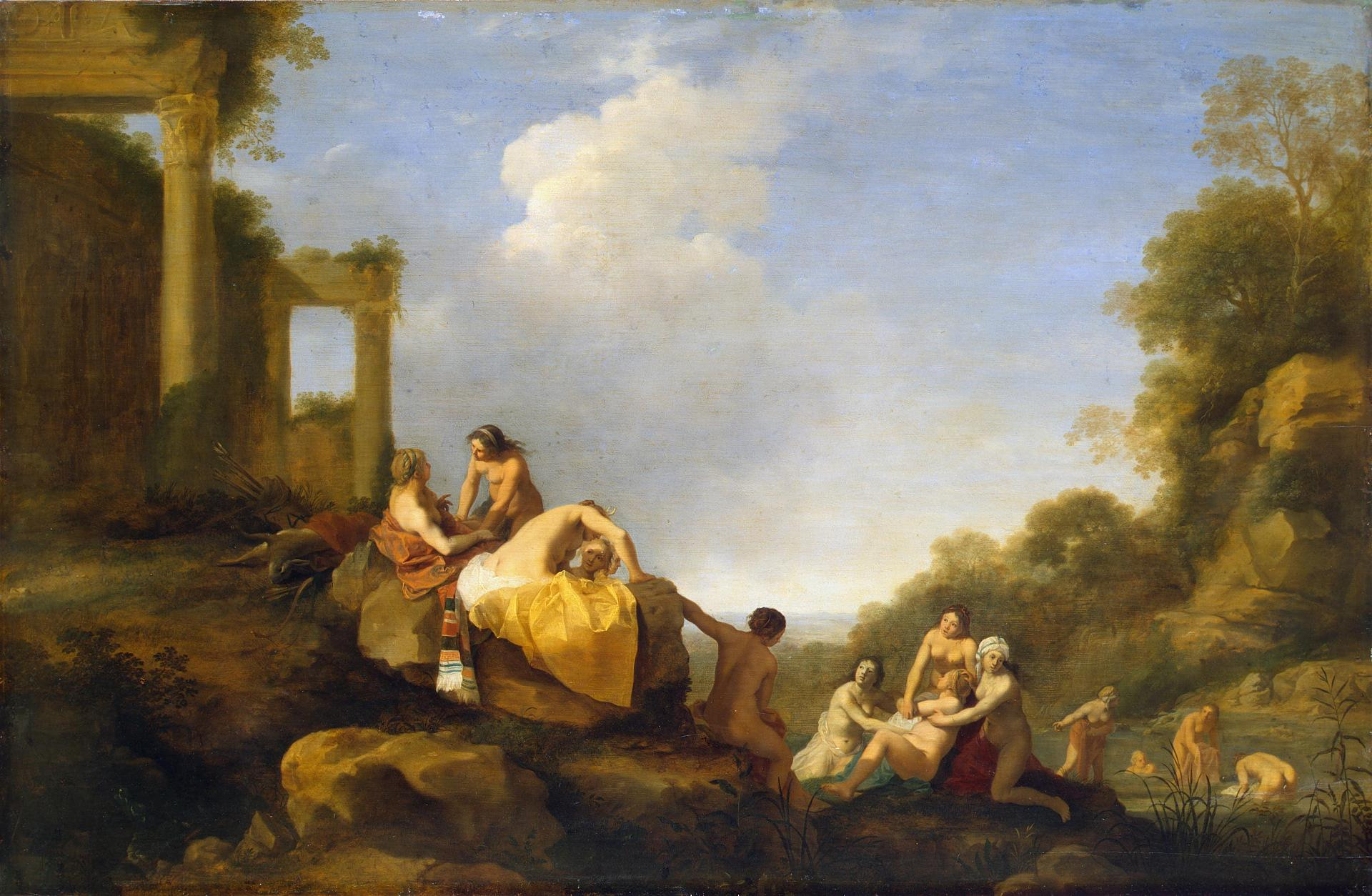
Landskap med Diana och Kallisto, Eremitaget, Sankt Petersburg.
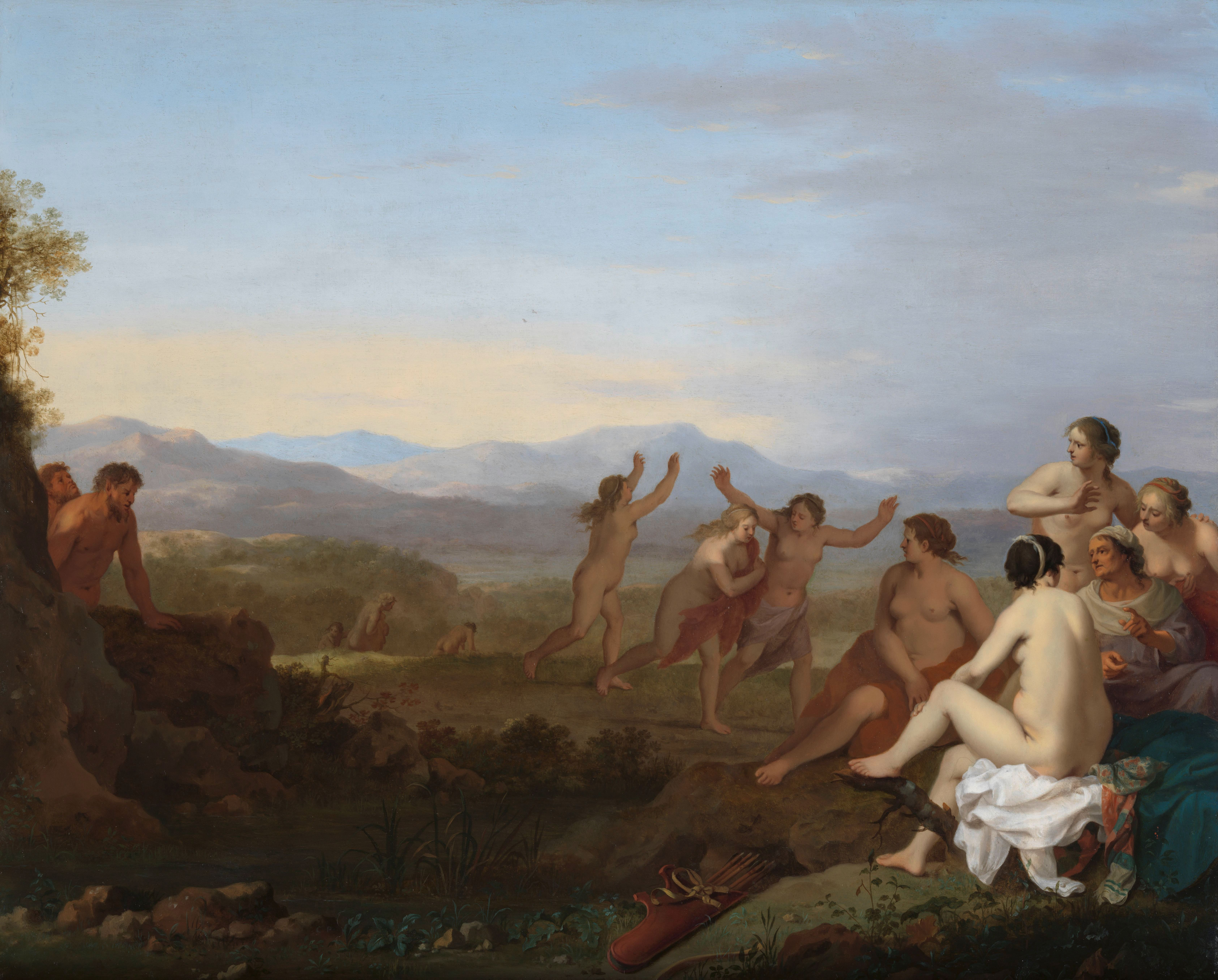
Nymfer spionerade av satyrer (1627),  Rijksmuseum, Amsterdam.
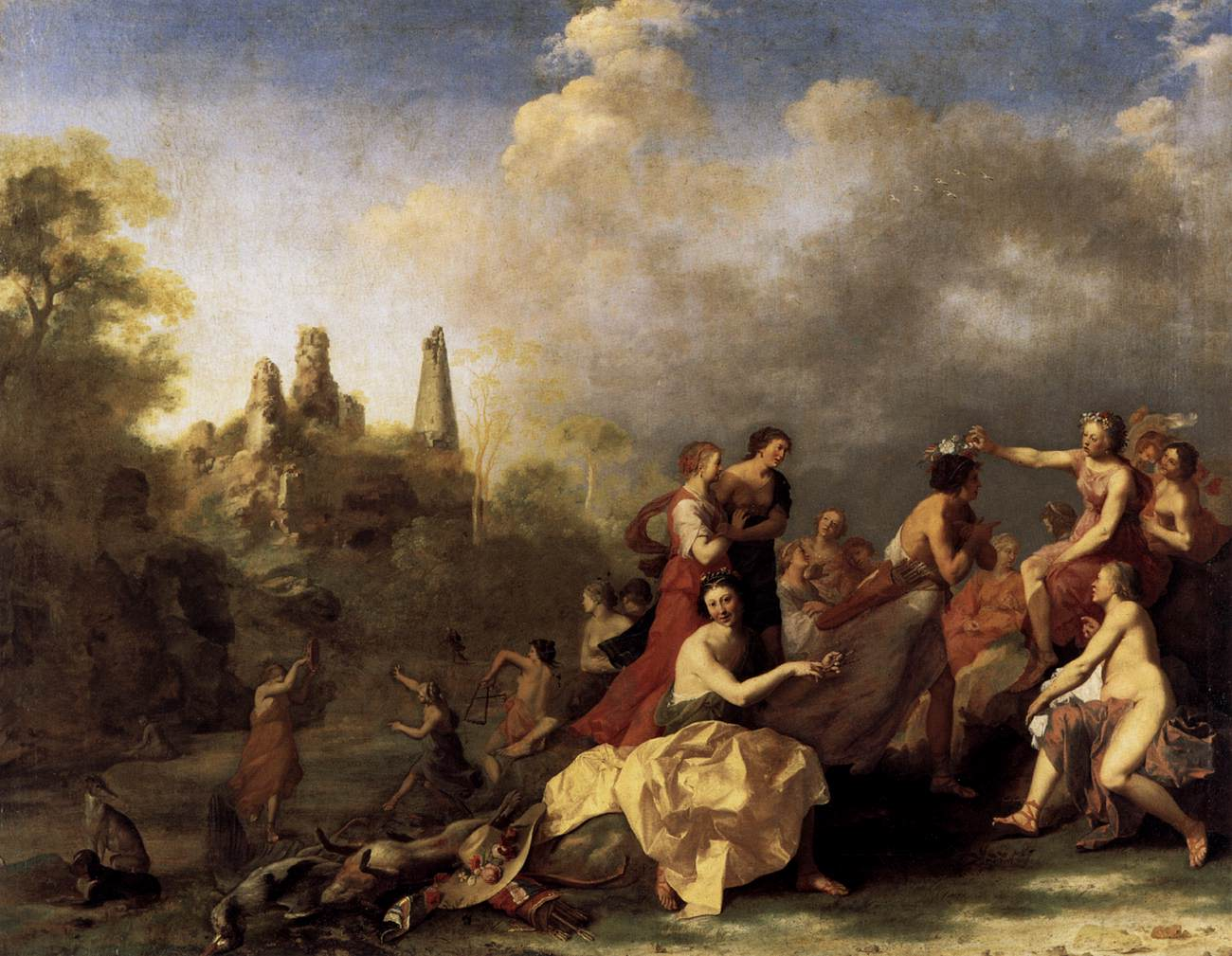
Amaryllis ger Myrtille priset (omkring 1635), Gemäldegalerie, Berlin.
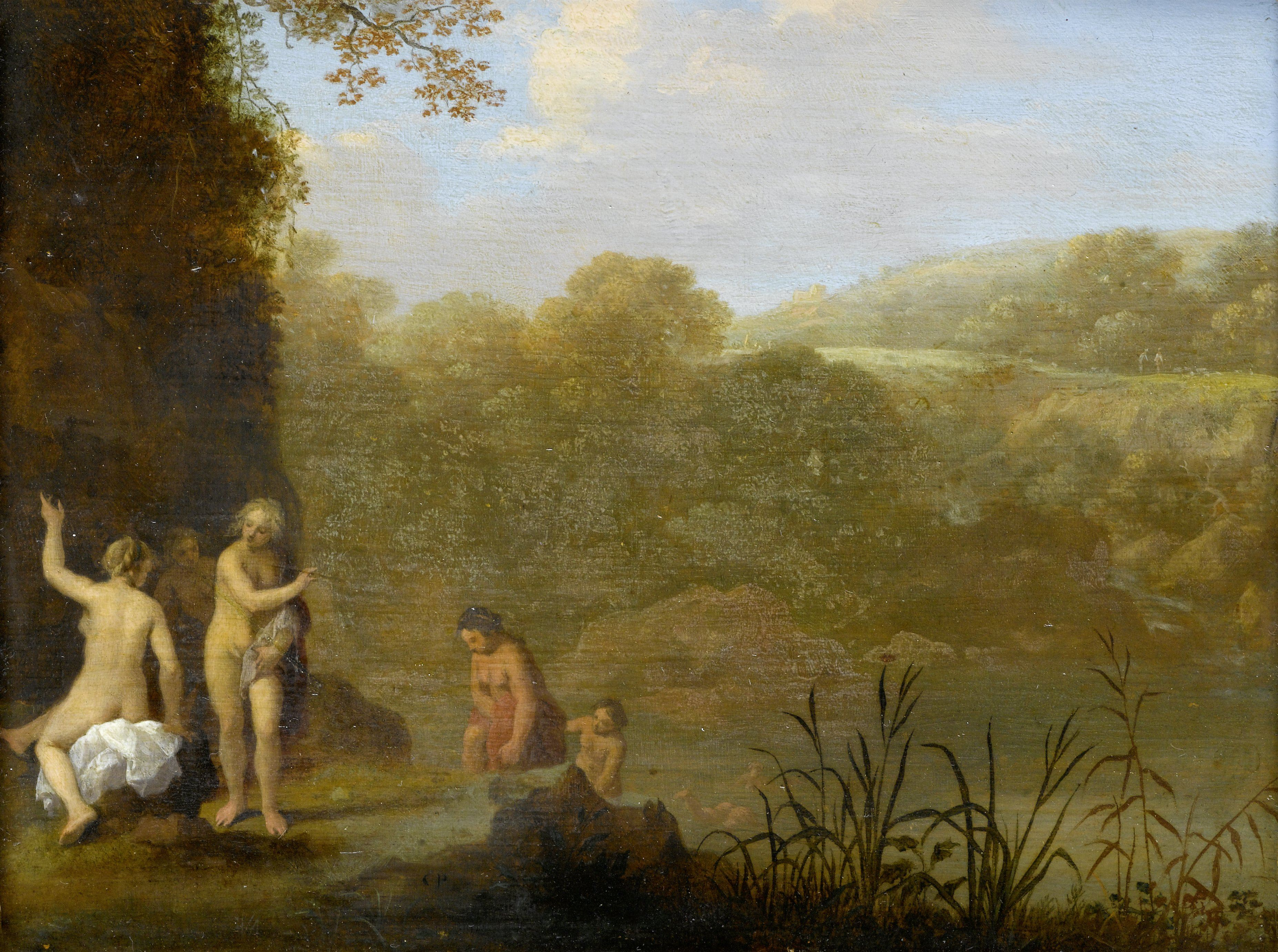
Landskap med badande kvinnor, Rijksmuseum, Amsterdam.
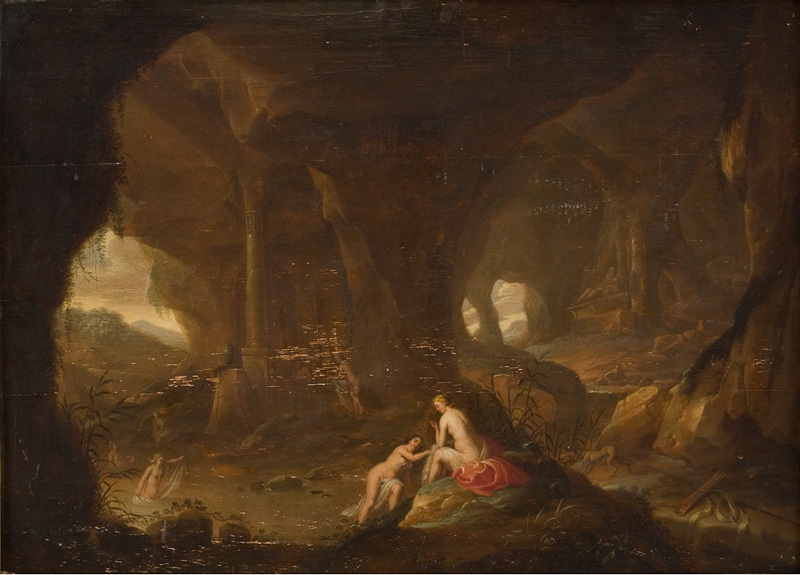
Badande nymfer i ett landskap, Statens Museum for Kunst, Köpenhamn.
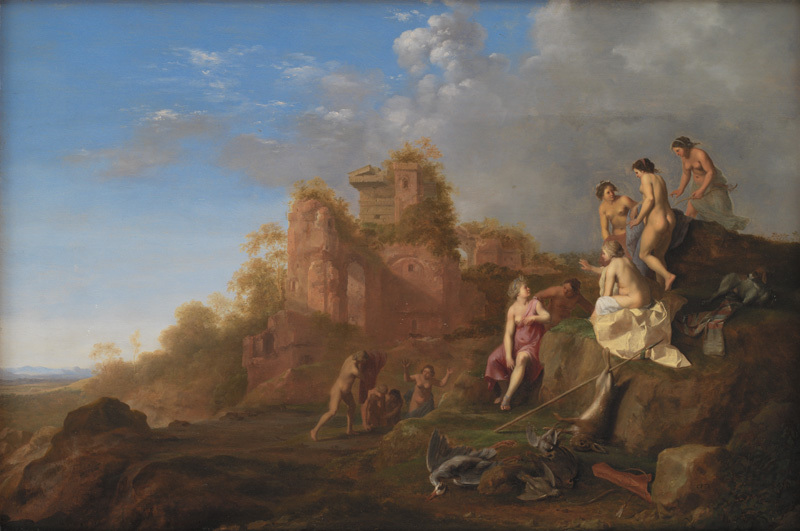
Diana och hennes nymfer (1659), Statens Museum for Kunst, Köpenhamn.
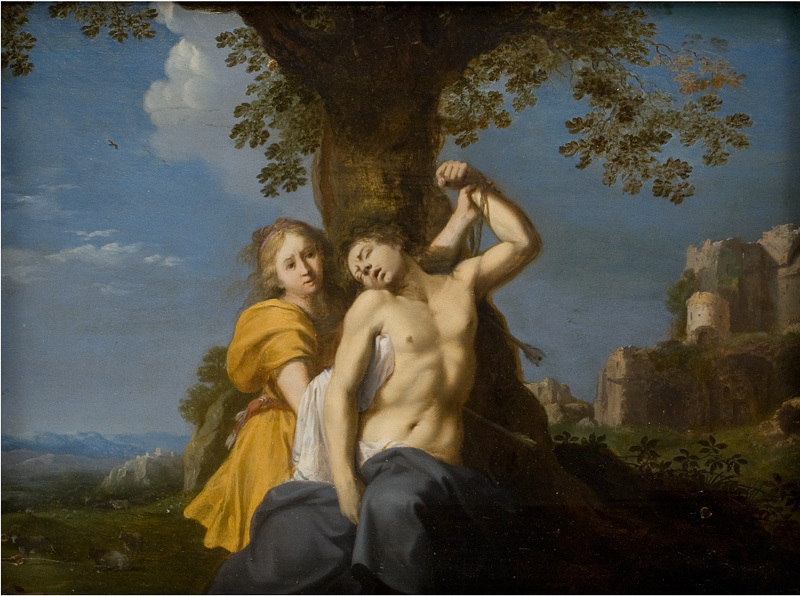
Sankt Sebastian (1609-1667), Statens Museum for Kunst, Köpenhamn.
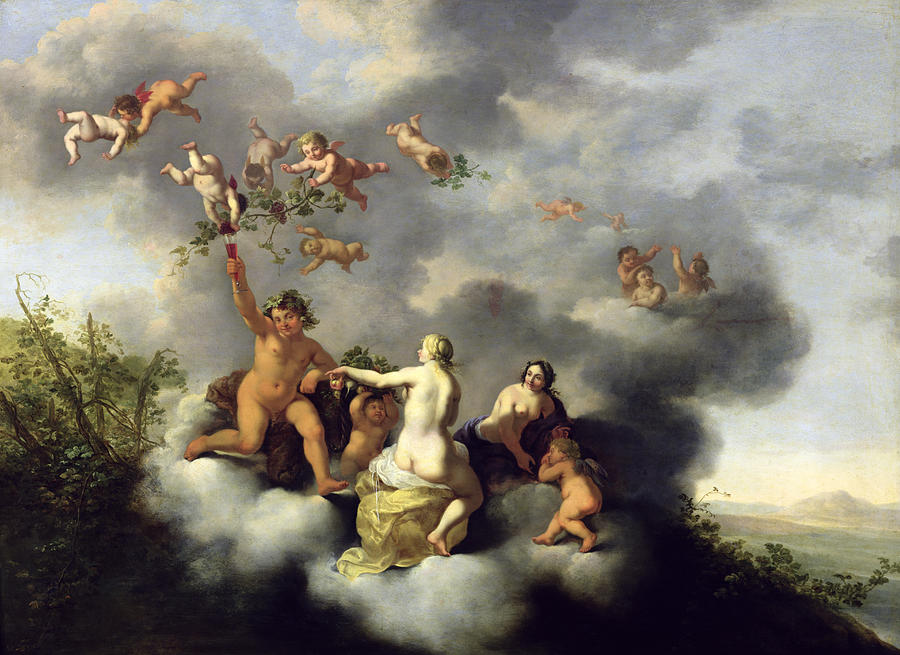
Ceres, Bacchus, Venus och Cupid (1609-1667), Palais des Beaux-Arts de Lille, Konstmuseet i Lille, Frankrike.
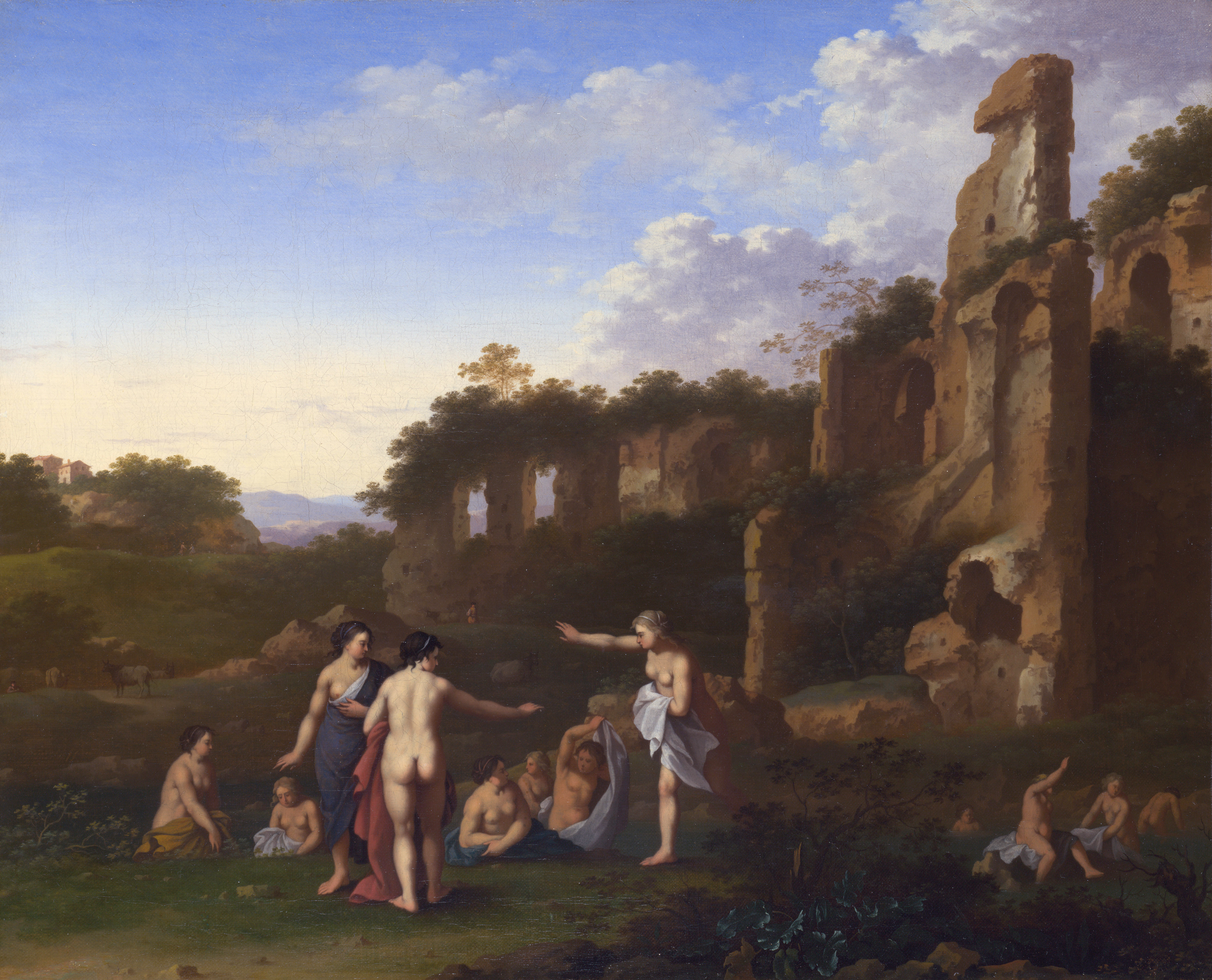
Kvinnor som badar i ett landskap (1630), National Gallery, London.
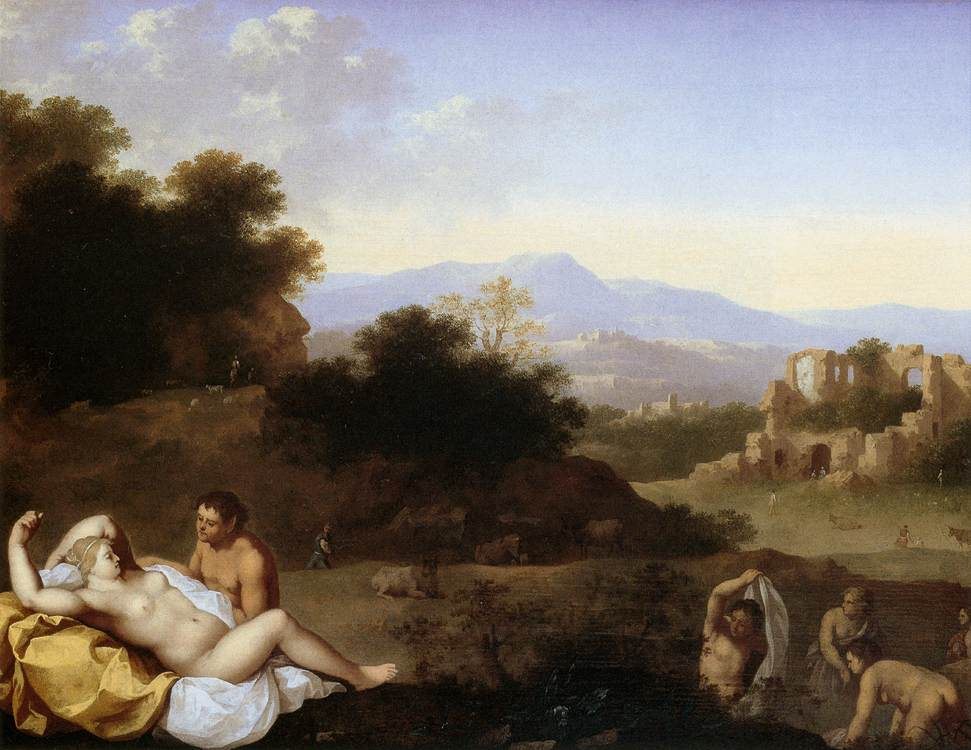
Landskap med nymfer (omkring 1650), Wallraf–Richartz Museum, Köln.
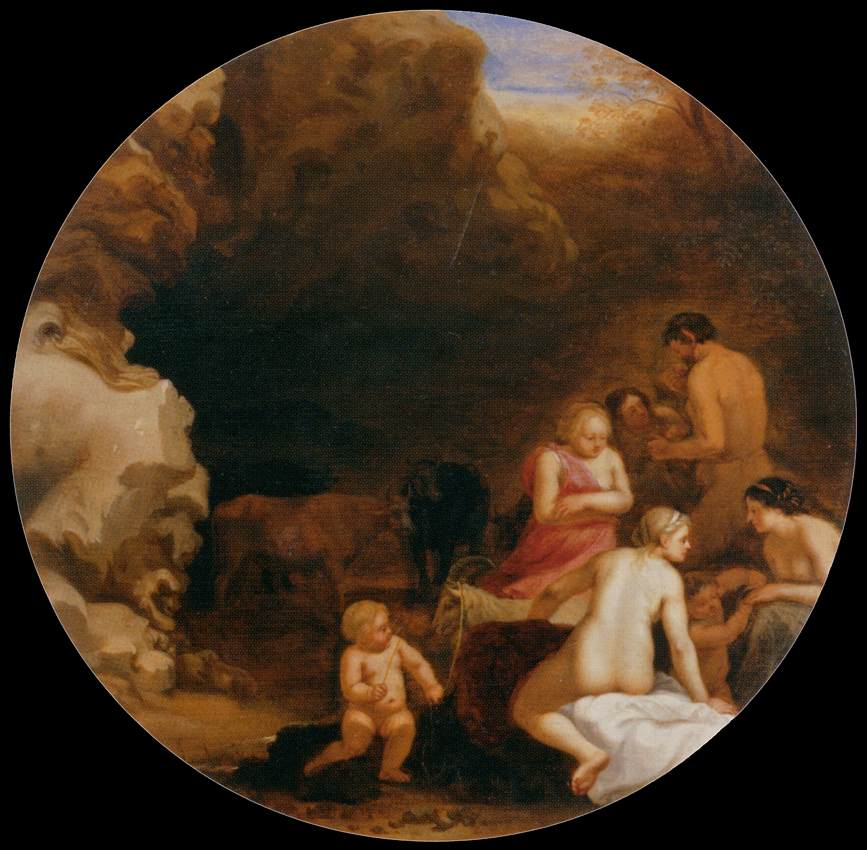
Nymfer och satyrer vid ingången till en grotta (mellan 1624 och 1630), Louvremuseet, Paris.